# Sciobia cinereus
Sciobia cinereus är en insektsart som först beskrevs av Lucien Chopard 1943.  Sciobia cinereus ingår i släktet Sciobia och familjen syrsor. Inga underarter finns listade i Catalogue of Life.